# ولادیمیر مارگاریانتس
ولادیمیر سورنی مارگاریانتس (ارمنی: Վլադիմիր Սուրենի Մարգարյանց؛ زادهٔ ۱۹ اوت ۱۹۳۴ - درگذشته ۲ مارس ۲۰۰۰) یک سیاستمدار اهل ارمنستان بود که از تاریخ ۱ فوریه ۱۹۸۹ تا تاریخ ۳۰ اوت ۱۹۹۰ سمت ریاست شورای وزرا (نخست‌وزیری ارمنستان) را برعهده داشت.

## زندگی‌نامه
در ۱۹ اوت ۱۹۳۴ در ییسم به دنیا آمد  وی در ۲ مارس ۲۰۰۰ ‏ در سن ۶۵ سالگی در ایروان درگذشت و در گورستان ترویکوروفسکوی به خاک سپرده شد.	